# Coyote time
Coyote time (с англ. — «Время койота») — это игровая механика, позволяющая игроку совершить прыжок в течение короткого времени (обычно нескольких кадров или долей секунды) после того, как персонаж игры уже покинул твёрдую поверхность или платформу.
Coyote Time широко используется в двухмерных платформерах, таких как Celeste и Dead Cells.

## Происхождение
Название Coyote Time происходит от персонажа Койота (англ. Wile E. Coyote) из мультфильмов Looney Tunes. В этих мультфильмах часто встречается сцена, в которой Койот, выбежав за край обрыва, на мгновение зависает в воздухе, прежде чем осознать свою ошибку и упасть. Эту механику также называют «Coyote Jump» или «Ghost Jump», а на русском языке её обычно называют как «Время койота» или «Правило койота».

## Использование в видеоиграх
Механика Coyote Time используется в играх для повышения отзывчивости управления и снижения фрустрации при выполнении прыжков. Если в игре отсутствует эта механика, то управление часто воспринимается как «неотзывчивое». Как пример, в Crash Bandicoot N. Sane Trilogy, ремастере первых трёх игр из серии Crash Bandicoot, была критика за «непредсказуемые» прыжки. Разработчики, как оказалось, сократили длительность Coyote Time по сравнению с оригинальными играми, из-за чего персонаж быстрее падал после схода с платформы.
Механика Coyote time в основном используется в двухмерных платформерах, но также может встречаться и в других жанрах. Среди видеоигр, где реализована эта механика, можно выделить такие платформеры, как Celeste, Pepper Grinder, Canabalt, Cultic, Yooka-Laylee and the Impossible Lair, Dead Cells, Rayman Legends, Chariot и трилогия Donkey Kong Country.
Похожая временная механика реализована в Disc Room: хитбоксы, которые должны убить персонажа, активируются только через 50 миллисекунд после попадания в них. Дизайнер Disc Room Ниджман отмечает, что использование этой механики «создает ощущение, что игра понимает намерения игрока».

## Критика
Майкл «Kayin» О’Релли, разработчик I Wanna Be the Guy, считает, что Coyote Time не обязательна в каждой игре и может быть избыточной, особенно в медленных платформерах с точным управлением, таких как La-Mulana и IWBTG.